# Duelo animal
Duelo animal (Animal Face-Off en inglés) es un programa de televisión puesto en el aire en Discovery Channel, Animal Planet y La Sexta. Son 12 episodios en total y cada uno dura 46 minutos, el episodio 12 está dividido en dos partes.

## Argumento
El tema central del programa trata sobre qué pasaría si dos especies distintas de animales se enfrentaran en un duelo a muerte. Utilizando datos de científicos y expertos son recreados en modelos mecánicos, basándose en la fuerza, tamaño, peso, tipos de ataques, cualidades y debilidades de los dos animales en el laboratorio, al final estos resultados son llevados a un duelo virtual junto con el tipo de ambiente en donde se originaría la lucha, se decide quien gana y al final de cada encuentro se explica por qué el animal fue vencedor. Todas estas luchas se pueden ver en la naturaleza, pero son poco frecuentes, el programa mostraba el resultado más probable.

## Miembros
- Dave Salmoni: Zoólogo y experto en grandes felinos, enseña a tigres nacidos en cautiverio a como sobrevivir en la naturaleza. En los capítulos 2, 3, 8, 9, 10 y 11 apuesta por el elefante africano, el tigre, el león, el jaguar, el leopardo y el oso negro respectivamente, mientras que en los capítulo 1, 6 y 12 actúa como mediador.

- Adam Britton: Experto en reptiles, trabaja en Australia con cocodrilos de agua salada. Aparece en los capítulos 1, 8, 9 y 11, donde apuesta por el cocodrilo de agua salada, el cocodrilo del Nilo, la anaconda y el aligátor americano respectivamente.

- Ellen Rogers: Veterinaria de animales salvajes que pasa muchísimo tiempo en África, donde ha trabajado con algunos de los animales más peligrosos del continente. Aparece en los episodios 2, 4, 5 y 7 donde apuesta por el rinoceronte blanco, el hipopótamo, el puma y el tigre siberiano respectivamente.

- Jeff Watson: Biólogo especializado en osos. Aparece en los episodios 6 y 7 donde apuesta por el oso polar y el oso pardo respectivamente.

- Dan Huber: Biólogo que trabaja en la universidad de Florida del Sur, es experto en tiburones. Aparece en los episodios 1 y 4, donde apuesta por el gran tiburón blanco y el tiburón toro respectivamente.

- Peggy Callahan: Bióloga que tiene en casa una manada de 45 lobos. Aparece en el episodio 5 donde apuesta por el lobo gris.

- Dave Tessler: Zoólogo y experto en morsas. Pasa la mitad del año en el Ártico. Aparece en el episodio 6 donde apuesta por la morsa.

- Tara Stoinski: Primatóloga en el zoo de Atlanta. Es experta en gorilas. Aparece en el capítulo 10 donde apuesta por el gorila.

- Sam Stephens: Zoóloga y experta en grandes felinos, aunque está especializada en leones. Aparece en el episodio 3 donde apuesta por el león.

- Mike Latham: Experto en transportes, maneja las máquinas biomecánicas. Aparece en todos los episodios.

- Justin Buckingham: Experto en animatrónica, hace los cráneos de metal. Aparece en todos los episodios.

- Chris Weatley: Experto en diseño, hace los bocetos de las máquinas. Aparece en todos los episodios.

- Jonathan Wiersma y Scott Woodbard: Especialistas en mediciones que calculan la fuerza de los ataques de las máquinas. Jonathan aparece en los episodios 2, 4, 5, 6, 7, 8 y 9, Scott aparece en los episodios 1, 3, 10 y 11.

## Explicaciones del principio de los episodios
- Capítulo 1: Los cocodrilos marinos tienen el mayor mordisco del reino animal. Se han encontrados restos de tiburónes en su estómago, incluso de tiburones blancos. Un gran tiburón blanco no tiene rival en una foca, ¿pero y si se topara con un cocodrilo bien armado? Cuando los caminos del cocodrilo marino y el gran tiburón blanco se encuentren en la costa australiana, solo habrá su superviviente en este Duelo Animal.

- Capítulo 2: El rinoceronte blanco y el elefante africano son dos de los mayores animales de la Tierra. Su formidable tamaño aumenta su potencia y además pueden atacar con un cuerno de más de 1 m o colmillos de casi 2 m. Viven en el mismo territorio, pero cuando se producen enfrentamientos el resultado suele ser mortal. En una verdadera lucha de titanes, estos enormes contendientes se enfrentarán cara a cara en este programa.

- Capítulo 3: Dos asesinos natos: el león es el terror de las llanuras africanas, un luchador audaz, su pariente el tigre es un asesino solitario, un cazador silencioso. Ambos van armados con unos caninos gigantescos, unas garras afiladísimas y tienen muy malos modos. Ambos, león y tigre, viven en la India pero raramente se encuentran. Ahora están a punto de encontrarse cara a cara aquí en Duelo Animal.

- Capítulo 4: Un camorrista malhumorado contra un depredador aerodinámico. En un río africano, la fuerza aplastante del hipopótamo se medirá con la velocidad del tiburón toro. Un hipopótamo de 3.000 kg ataca todo lo que se mueve, pero ¿estará a la altura de un tiburón toro de 300 kg? El agresivo tiburón toro posee más testosterona que cualquier otro animal. Pero ¿podrá con la piel de 5 cm del hipopótamo? Las mandíbulas de ambos medirán sus fuerzas cuando se enfrenten cara a cara.

- Capítulo 5: El lobo, un cazador solitario con unas armas demoledoras. El puma es el león de América y es igual de feroz. El lobo es el macho dominante, nada asusta al líder de la manada. Ninguno de estos animales toleraría a un intruso. Cuando se crucen sus caminos se armará una buena y estos animales se enfrentarán por el título de rey de la colina aquí, en Duelo Animal.

- Capítulo 6: El Ártico es el hogar de dos grandes carnívoros, con el deshielo de la primavera sus caminos se encuentran: uno es un torpedo de 1800 kg dotado de prehistóricos picahielos, el otro es un coloso temible con garras que parecen garrotes y fuerza para arrastrar casi el doble de su propio peso. Nos quedaremos helados cuando el oso polar y la morsa se enfrenten cara a cara.

- Capítulo 7: El tigre y el oso pardo ocupan el primer eslabón en sus cadenas alimenticias aunque no precisamente por su cordialidad. El tigre un cazador eficiente y entregado que ataca a sus presas rápido y con decisión. El oso es un oportunista, usa su poder y su resistencia para obtener lo que le apetezca. Los caminos de estos implacables animales se cruzarán en Siberia, en un Duelo Animal que se librará con uñas y dientes.

- Capítulo 8: En África, algo tan sencillo como beber puede tener consecuencias fatales. El cocodrilo ha perfeccionado la emboscada mortal, pero el rey de la jungla osa ir más lejos que ningún otro animal. El león y el cocodrilo pueden doblegar a las mismas presas, ¿pero que ocurre cuando tratan de doblegarse mutuamente? Veánlo aquí, en Duelo Animal.

- Capítulo 9: En algún lugar de la húmeda selva amazónica, dos depredadores están a punto de encontrarse. Una anaconda de sangre fría de 10 m de largo se enfrentará a la ferocidad del jaguar de sangre caliente. La segunda serpiente más larga del mundo contra el tercer felino más grande. Solo podrá haber un ganador cuando estos dos campeones de la selva se encuentren cara a cara.

- Capítulo 10: El gorila de montaña suele comportarse como un gigante caballeroso pero se convierte en un agresivo King Kong cuando se enfada. El leopardo es un depredador furtivo y tan fuerte que puede arrastrar presas que le doblan en peso. El gorila y el leopardo suelen ahuyentarse con algún gruñido pero a veces van más allá de las amenazas y entonces el poderoso pelea contra el hermoso.

- Capítulo 11: Los Everglades de Florida serán el escenario de este Duelo Animal. Cruzando las aguas, el caimán americano o aligátor. Puestos a comparar los aligátores son los más fieros mordedores del planeta. Patrullando la orilla, el oso negro. Más inteligente que el reptil medio, combina la fuerza bruta con la astucia animal. Uno de ellos está a punto de hundirse en la ciénaga tras el combate que tendrán el caimán americano y el oso negro aquí, en Duelo Animal.

- Capítulo 12: El cachalote y el calamar gigante, los mayores depredadores del planeta, son enemigos mortales. Sus legendarias luchas fueron registradas por antiguos navegantes, pero estas batallas épicas ocurren en lugares tan remotos o en aguas tan profundas que han sido un misterio hasta hoy. El enorme cachalote, en una misión permanente de búsqueda y destrucción. El calamar gigante, un monstruo marino viviente que a nada le teme y a todo ataca. Ahora, estos leviatanes se enfrentarán en un duelo a muerte en el fondo del océano.

## Los duelos
| Episodio | Animales peleando                                | Localización                                 | Ganador             | Qué ocurrió |
| -------- | ------------------------------------------------ | -------------------------------------------- | ------------------- | --- |
| 1        | Gran tiburón blanco vs. Cocodrilo de agua salada | Costas de Australia                          | Gran tiburón blanco | Mientras que un cocodrilo marino ha nadado durante horas hacia la costa australiana, un tiburón blanco hembra busca alimento, ve al cocodrilo y da un golpe exploratorio para saber si es comida, haciendo que el cocodrilo lo ataque mordiendo la cola del tiburón, pero no logra agarrarla. Luego, el tiburón da media vuelta para cargar contra su rival, pero el cocodrilo muerde la aleta pectoral del tiburón y se la arranca con su giro mortal, hiriéndola. Después, ambos atacan de frente, esta vez el cocodrilo muerde la nariz del tiburón, haciéndole imposible escapar. El cocodrilo intenta dar otro giro mortal y ambos animales se hunden. El cocodrilo se quedó sin aire, y se dirige a respirar no sin antes darle la vuelta al tiburón inconsciente. Al subir a la superficie deja su vientre expuesto y el tiburón lo mata con un mordisco mortal. |
| 2        | Elefante africano vs. Rinoceronte blanco         | Parque Nacional Serengueti, Tanzania, África | Elefante africano   | Un rinoceronte macho se relaja en su pastizal, cuando de repente se escucha un ruido, un elefante macho buscando alimento en el territorio del rinoceronte. Debido a su mala vista, el rinoceronte trata de defender su territorio y reta al elefante a un duelo. Este le da un bramido de advertencia, pero el rinoceronte le hace caso omiso. Ambos embisten, el rinoceronte intenta clavarle su cuerno al elefante, pero este, muy listo, lo anticipa. Vuelven a embestir, esta vez con el rinoceronte intentando clavar su cuerno en la garganta del elefante, pero no lo consigue. Cuando intenta hacer una maniobra rápida, el elefante logra dejarlo inmóvil y le ensarta tres veces al rinoceronte con sus colmillos (rompiéndose un colmillo en el proceso) y derribándolo. Finalmente aplasta al rinoceronte con su peso y da un bramido de triunfo. |
| 3        | León vs. Tigre                                   | India                                        | León                | En unas ruinas de una antigua civilización de la India, un león (asiático) explora el lugar, pero se percata de la presencia de un tigre, quien ya había cazado a un animal. El león intenta ahuyentar al tigre, pero este último no le hace caso. Entonces el león baja y ataca por sorpresa, derribando al tigre y a sí mismo en el proceso. El tigre se recupera rápido e intenta morder la garganta del león, pero la melena lo obstruye, lo que hace que el león reaccione, muerda la nariz del tigre y vuelvan al punto de partida. El león y el tigre se rugen y ambos se golpean mutuamente con sus zarpas, pero ninguno ejerce un golpe crítico. Luego el tigre intenta concluir la batalla con un mordisco en la nuca, pero nuevamente la melena del león inhabilita su ataque. Finalmente el tigre retrocede y embiste al león, pero este siendo un luchador muy avezado, lo derriba (dejándolo noqueado) y le muerde la garganta. El león se dirige a la presa cazada, sin antes dar un rugido victorioso. |
| 4        | Hipopótamo vs. Tiburón toro                      | Río Zambeze, África                          | Hipopótamo          | Un hipopótamo macho está herido en el lomo debido a una pelea, mientras que el olor de la sangre atrae a un hambriento tiburón toro. Al llegar, El tiburón embiste al hipopótamo para confirmar si es una presa. Al serlo, este regresa e intenta morder su estómago, pero no logra penetrar su gruesa piel, luego embiste por atrás y esta vez logra arrancarle la cola e intenta morder una de las patas traseras, pero nuevamente no logra herirlo. El hipopótamo, quien estaba "agonizando" de dolor, desata su furia y se sumerge para saber quien lo está atacando. Después de localizar a su agresor, ambos hacen un ataque frente a frente. Desafortunadamente para el tiburón, el hipopótamo de un solo mordisco lo atrapa y le rompe el cráneo mientras sacude su cabeza. |
| 5        | Lobo vs. Puma                                    | Montañas Rocosas                             | Puma                | En una montaña de Norteamérica, un lobo alfa se ha alejado de la manada (por decisión del programa) y se alimenta de un ciervo. Cerca, un puma macho huele el cadáver y se adentra en el territorio del lobo. Cuando está a punto de robar la presa sigilosamente, el lobo lo descubre y el puma intenta retirarse. Sin embargo, el lobo se abalanza y le muerde la pata trasera izquierda y lo sujeta, pero el puma saca sus garras en el lomo de lobo, haciendo que este se aleje. A falta de fuerzas, el puma sigue intentando alejarse del lugar, pero el lobo no está dispuesto a dejarlo escapar, se vuelve a lanzar, le muerde su pata delantera y logra derribarlo mientras intenta sujetar su cuello. Pero el puma, siendo más ágil, se enfurece, lo hiriere con sus garras en su estómago y patas, para que luego agarre al lobo y lo lance a un lado, rompiéndole la columna. Después de ponerse de nuevo en pie (aunque un poco herido) lo remata con un mordisco mortal en la nuca, pero los aullidos de la manada acercándose obligan al puma a retirarse del lugar. |
| 6        | Morsa vs. Oso polar                              | Ártico                                       | Morsa               | En algún lugar del ártico, una morsa se sube al hielo para poder descansar, lo que el no sabía es que un gigantesco oso polar lo detecta y lo acecha. La morsa, al sentir algo atacándolo, voltea y ve al oso agarrándolo mientras intenta escapar. El oso polar esgrimiendo una fuerza impresionante, logra sujetarse con sus zarpas mientras intenta atravesar la gruesa capa de carne y grasa de la morsa con sus dientes, sin éxito. La morsa contraataca, pero el oso lo evade y le golpea su cabeza, sin poder herirlo de nuevo. Luego la morsa arrastra al oso al océano y le empieza a clavar con sus colmillos en el vientre del oso, sacándole mucha sangre. Herido y casi sin aire, el oso polar intenta salir del lugar, pero la morsa lo alcanza y lo finiquita clavándole en el páncreas, matando de forma rápida al oso y deja que su cadáver se hunda en las profundidades, mientras que esta vez, se sube de nuevo al hielo para descansar. |
| 7        | Oso pardo vs. Tigre siberiano                    | Siberia                                      | Oso pardo           | En las montañas de Siberia, un oso pardo (probablemente el "Ursus Arctos beringianus" (Oso pardo ruso o de Kamchatka)) intenta buscar o robar comida antes de hibernar. Luego de estar vagando en la nieve, este huele un cadáver, pero esa presa ya había sido cazada por un hambriento y desesperado tigre siberiano. El oso logra detectar su localización y se acerca hacía el tigre, sin embargo, el tigre lo descubre y le ruge en señal de que no quiere compartir su comida, pero el oso no le hace caso, dando comienzo la batalla. El tigre se lanza e intenta golpear con todo su peso al oso, pero este en pie y con sus garras preparadas absorbe el impacto sin perder el equilibrio. Después de fallar el ataque, el tigre decide ir a su cuello, pero el oso (con sus 3 metros estando en pie) lo aleja. Frustrado, intenta derribarlo otra vez, pero es el oso quien lo derriba y se dirige hacía la presa, lo que el no sabía es que el tigre estaba abatido pero no muerto, pues este último se abalanza sobre la cadera del oso pardo, clavando sus garras, pero no logra inmovilizarlo, pues el oso lo sacude con facilidad. Ambos rugen, pero el oso con más fuerza y energía que el tigre, se mantiene, domina al tigre con golpear su cara, brutalmente destrozarle el lomo y lo remata con un mordisco demoledor en la tráquea, acabando la batalla. |
| 8        | León vs. Cocodrilo del Nilo                      | Masái Mara, África                           | Cocodrilo del Nilo  | En el río Nilo, un león se alimenta de un ñu, cuando un cocodrilo se acerca hacía su posición. El león, intentando defender su botín, se acerca al cocodrilo e intenta morder su cuerpo, pero el cocodrilo sacude rápidamente su cabeza. El león se acerca a la cola, pero el cocodrilo lo golpea, enfureciendo al león. Al rugirse mutuamente, el león se lanza a su espalda e intenta clavarle sus garras, pero los osteodermos de cocodrilo lo protege mientras este último derriba al león tras hacer un giro, al fallar de disuadir al león, este con sus buenos reflejos intenta agarrar al cocodrilo para voltearlo y atacar su vientre, sin éxito ya que el cocodrilo se sumerge en la laguna. Llega el final, y es que el cocodrilo gira para atacar al león, quien está en la zona de peligro buscando al cocodrilo. Finalmente, en un voraz y "rápido" ataque por sorpresa, agarra la melena del león, lo arrastra y lo mata con el giro de la muerte. |
| 9        | Anaconda vs. Jaguar                              | Amazonas                                     | Anaconda            | En las junglas del Amazonas, una anaconda patrulla su terreno mientras que un jaguar hambriento se adentra en el agua, con el objetivo de cazar a un pez o un capibara incauto en la orilla. Ambos se cruzan directamente, pero el jaguar no ve a la anaconda debido a su camuflaje con el terreno (ni siquiera notó las fosas nasales en la superficie). Después de que un simple canto de pájaro distraiga momentáneamente al felino, la anaconda ataca, se sujeta, enrosca su cuerpo alargado encima del jaguar y lo derriba. Desesperado por escapar de la constricción de la serpiente, el jaguar araña la piel de su rival mientras muerde su espina dorsal. Débil y sin interés en seguir luchando, la anaconda se retira, pero el jaguar lo agarra, dispuesto a comérselo. No obstante, la serpiente logra engancharse de nuevo, da la vuelta y le ataca directamente en la cara del felino, derribándolo. Esta vez sin resistencia, el jaguar se rinde mientras que la serpiente lo asfixia. |
| 10       | Gorila vs. Leopardo                              | África central                               | Gorila              | Durante una noche en una selva africana, un gorila espalda plateada se acerca a una gran roca para descansar, lo que no el sabía es que un leopardo hembra ha escondido a sus cachorros en una guarida cercana. Ambos se encuentran y se rugen mutuamente mientras que el gorila intenta intimidar al felino, pero este no le da miedo. Este muy ágil, se sube a la roca y espera a que el simio se vaya, pero este último no dejará el lugar. El leopardo con su visión nocturna y sigilo se abalanza sobre la espalda del gorila, pero no logra asfixiarlo. Este lo derriba, mientras que el leopardo vuelve a subirse sobre su espalda. Enfurecido, se saca de encima al felino y le muerde la nuca, debilitándolo un poco. Después de fuertes rugidos de dominancia, el leopardo intenta acabar el duelo lanzándose con todas sus fuerzas hacia el primate. Lamentablemente para ella, el gorila reacciona rápido y con un devastador golpe mata a la leopardo destrozándole la columna, para que después, se aleje para seguir buscando un lugar donde descansar. |
| 11       | Oso negro vs. Aligátor                           | Everglades                                   | Oso negro           | En los Everglades, después de comerse unos huevos de aligátor, un oso negro se acerca a un gran lago para beber, sin percatarse que en lo profundo, descansaba un aligátor. Los bruscos movimientos alertan al reptil, despertándolo. El oso presiente al aligátor e intenta alejarse, pero el aligátor, muy rápido, sorprende y atrapa al oso. Este rugiendo de dolor intenta liberarse, lo que hace que el aligátor haga su giro mortal, pero solo arranca pelo, grasa y músculo, hiriendo al oso, pero no de muerte. Ambos se ponen frente a frente, con el oso negro contraatacándolo, golpeando la quijada del reptil. Este intenta derribarlo con su cola, pero el oso, muy listo, lo anticipa. Sin resistencia, el gigante reptil trata de volver al lago, lo que precipita los acontecimientos. Cuando el oso se lanza, el aligátor trata de liberarse (girándose) y expone su vientre débil, lo cual el oso aprovecha y de un zarpazo le destroza el estómago. Este último se aleja del lugar, dejando el cadáver del aligátor pudriéndose. |
| 12       | Cachalote vs. Calamar colosal                    | Océano Antártico                             | Cachalote           | En los océanos de la Antártida, un cachalote desciende en busca de alimento mientras que un calamar colosal lo persigue. Cuando alcanza al cetáceo, este último usa su sonar ultrasónico para encontrar a su agresor y logra detectar al calamar colosal. El cachalote envía varias ondas ultrasónicas para aturdir al calamar. Cuando el cachalote intenta comerse al cefalópodo, este lanza un chorro de tinta, se adhiere al cuerpo y empieza a desgarrar la piel con su pico. En problemas, el cachalote con su inteligencia usa la presión del mar para liberarse del calamar, haciendo que este le deje cicatrices con sus ventosas. Por último, el cachalote logra aturdir a su rival, lo atrapa y con su poderosa mandíbula, aplasta el cuerpo del cefalópodo. |

## Especies aparecidas
- Félidos: 2 victorias (León asiático, Puma) 5 derrotas (Leopardo, Tigre de Bengala, León, Tigre siberiano, Jaguar)
- Reptiles: 2 victorias (Anaconda verde, Cocodrilo del Nilo), 2 derrotas (Aligátor americano, Cocodrilo de agua salada)
- Tiburones: 1 victoria (Gran tiburón blanco), 1 derrota (Tiburón toro)
- Ungulados: 2 victorias (Elefante africano, Hipopótamo), 1 derrota (Rinoceronte blanco)
- Osos: 2 victorias (Oso pardo, Oso negro) 1 derrota (Oso polar)
- Cánidos: 1 derrota (Lobo gris)
- Odontocetos: 1 victoria (Cachalote)
- Calamares: 1 derrota (Calamar colosal)
- Pinnípedos: 1 victoria (Morsa)
- Primates: 1 victoria (Gorila de montaña)

## Inexactitudes
- En Hispanoamérica se dice que el contrincante del cachalote es un calamar gigante, pero realmente es un calamar colosal (esto es un error de doblaje).
- En los episodios 6, 7 y 9 ganan la morsa, el oso pardo y la anaconda  venciendo al oso polar, al tigre siberiano y al jaguar, respectivamente. Pero siendo estos últimos depredadores de sus contrincantes, tendrían mayores posibilidades de ganar.
- En el episodio 7 se dice, tras las pruebas, que el tigre siberiano solo podría derribar al oso pardo golpeando con todo su peso a máxima velocidad si este se queda quieto. No obstante, un tigre siberiano puede alcanzar una velocidad máxima de 90 km/h y puede pesar más de 300 kg (no 270 como nos lo dice el programa), pudiendo derribar a un oso sin problemas.
- En el episodio 3 se dice que los leones cazan animales más grandes que el tigre, pero como la lucha es en la India entonces hay un error, ya que al no estar en la sabana africana el león cazaría lo mismo que un tigre. También se dice que el león es más agresivo, en realidad es al revés. Error el león tiene más experiencia y es más territorial por lo cual eso le da mucha más ventaja para las batallas
- En el episodio 11, el aligátor no le causó mucho daño al oso negro porque dio con pelaje, grasa y músculo, pero tomando en cuenta que el aligátor puede triturar caparazones de tortugas, el daño habría sido mayor. Además se dice que un aligátor puede pesar 500 kg, sin embargo, pesa alrededor de 450 kg.
- En el episodio 8 el cocodrilo, de 5 metros, salió del agua como un torpedo de alta velocidad venciendo las leyes de la física, logrando atrapar el cuello del león, que estaba a una distancia prudencial de varios metros alejado de la orilla del río (donde se presentó el combate), obviando incluso que pertenece a la familia de los felinos (conocidos por sus impresionantes reflejos).
- En el episodio 3 el tigre siempre se dirigió al cuello del león para morderlo, pero la melena lo protegió, pero al ver ese problema el tigre se hubiera dirigido a un área desprotegida, como el vientre.
- En el primer episodio el cocodrilo arranca la aleta pectoral del tiburón, pero el programa nos dice que no fue una herida mortal. No obstante, es muy probable que después de esa maniobra el tiburón haya muerto, con la posibilidad de que sea imposible que pudiera nadar normalmente.
- En el episodio 9, el jaguar se distrae con el canto de un pájaro, siendo una decisión un tanto rebuscada, ya que en la vida real hubiera girado una de sus orejas en dirección al sonido.
- En el programa usaron al oso grizzly para el duelo contra el tigre. Sin embargo, un oso pardo (ya sea el grizzly, kodiak o el común euroasiático) miden 2,1-2,4 metros de alto, no 3 como nos lo explica la serie, aunque muy probablemente esta especie sea el Ursus Arctos beringianus, también llamado como oso pardo de Kamchatka.